# Семёновский сельсовет (Кулундинский район)
Семёновский сельсовет — муниципальное образование со статусом сельского поселения и административно-территориальное образование в Кулундинском районе Алтайского края России. Административный центр — село Семёновка.

## Демография
По результатам Всероссийской переписи населения 2010 года, численность населения муниципального образования составила 758 человек, в том числе 364 мужчины и 394 женщины. Оценка Росстата на 1 января 2012 года — 743 человека.

## Населённые пункты
В состав сельского поселения входит 3 населённых пункта:
- село Озёрное,
- село Семёновка,
- село Смирненькое.